# The Blasters
The Blasters sono un gruppo rock and roll statunitense formato nel 1979 a Downey, in California.
Il loro stile musicale è un insieme di rock and roll, blues, rockabilly aggiornati in chiave punk rock.
Il nome deriva dalla band di supporto del cantante rock and roll Big Joe Turner quando era accasato all'Atlantic Records, i Blues Blasters.

## Storia
Il gruppo viene formato nel 1979 dai fratelli Phil (voce) e Dave Alvin (chitarra) con il bassista John Bazz e il batterista Bill Bateman.
Amanti del rock and roll delle origini si fanno conoscere a Los Angeles per i loro infuocati concerti condividendo i palchi con gruppi come X, Black Flag, The Gun Club.
Il primo disco è del 1980, ma è con il secondo, eponimo e pubblicato per la Wounded Bird Records, che si fanno notare al grande pubblico con brani come Marie Marie e American Music, raggiungendo il 36º posto nella classifica di Billboard.
Apprezzati da Henry Rollins, con loro hanno suonato molti artisti blues e rock come Lee Allen, Steve Berlin, Gene Taylor.
Il gruppo prosegue con la formazione fino al 1986 quando lascia Dave Alvin per intraprendere la carriera solista, sostituito da Hollywood Fats. Questo fu un duro colpo per il gruppo dato che Dave ne era il principale compositore dei brani. Ricompattato attorno al figura di Phil, da allora il gruppo ha continuato l'attività ma ha pubblicato solo un album di inediti, 4-11-44 nel 2004.

## Discografia parziale

### Album in studio
- 1980 - American Music
- 1981 - The Blasters
- 1983 - Non Fiction
- 1985 - Hard Line
- 2004 - 4-11-44
- 2012 - Fun On Saturday Night

### Album dal vivo
- 1982 - Over There: Live at The Venue, London
- 2002 - Trouble Bound
- 2004 - Going Home

### Raccolte
- 1991 - The Blasters Collection
- 2002 - Testament: The Complete Slash Recordings

### Singoli
- 1981 - I'm Shakin'/No Other Girl